# Klimiaty (obwód smoleński)
Klimiaty (ros. Климяты) – wieś (ros. деревня, trb. dieriewnia) w zachodniej Rosji, w osiedlu wiejskim Słobodskoje rejonu diemidowskiego w obwodzie smoleńskim.

## Geografia
Miejscowość położona jest nad Wasilewką, 9 km od drogi regionalnej 66N-0510 (Koriewo – Staryj Dwor – Pogołka), 9,5 km od centrum administracyjnego osiedla wiejskiego (Staryj Dwor), 36,5 km od centrum administracyjnego rejonu (Diemidow), 76,5 km od stolicy obwodu (Smoleńsk), 63,5 km od granicy z Białorusią.

## Demografia
W 2010 r. miejscowość była niezamieszkana.

## Historia
W czasie II wojny światowej od lipca 1941 roku wieś była okupowana przez hitlerowców. Wyzwolenie nastąpiło we wrześniu 1943 roku.